# 野嶋剛
野嶋 剛（のじま つよし、1968年5月6日 - ）は、日本のジャーナリスト。

## 略歴
福岡市生まれ。上智大学文学部新聞学科卒。大学在学中に香港中文大学に留学。1992年朝日新聞社入社後、佐賀支局、中国・アモイ大学留学、西部社会部を経て、シンガポール支局長や台北支局長として中国や台湾、アジア関連の報道に携わる。2016年4月よりフリーとなった。台湾、香港、中国問題などで活発にルポや評論を発表している。また、著書の多くが、台湾、中国で刊行されている。
2013年発刊の訳著『チャイニーズ・ライフ――激動の中国を生きたある中国人画家の物語』で、2014年に第18回文化庁メディア芸術祭マンガ部門優秀賞を受賞、2016年には『台湾とは何か』で第11回樫山純三賞（一般書部門）を受賞した。2018年には、台湾で外国人として初めて、優れたジャーナリストに贈られる卓越新聞奨（ニュース評論部門）を受賞している。2019年4月より大東文化大学社会学部特任教授（メディア及びジャーナリズム論）。

## 主張
- 2022年ロシアのウクライナ侵攻に関しては、中国は親中ウクライナとパートナーロシアとの間で板挟みになっていると分析した[5]。
- 香港と台湾は中国に対し日本を含めた外国がどう向き合うか先が見える「坑道のカナリア」であると述べている[6]。その点において「一昨日のチベット・ウイグルは、昨日の香港、今日のウクライナ、明日の台湾、明後日の日本」と述べている[7]。
- 琉球独立運動に関しては、「地域」が「中央」に対して自己決定権や自立を唱えるという類似構造にあるが、仮想敵が日本、米国と中国で違うため、香港独立派や台湾独立派にはあまり関心を持たない特徴があるとしている[8]。

## 著書

### 単著
- 『イラク戦争従軍記』朝日新聞社 2003
- 『ふたつの故宮博物院』新潮選書 2011
- 『謎の名画・清明上河図 北京故宮の至宝、その真実』勉誠出版 2012
- 『銀輪の巨人 ジャイアント』東洋経済新報社 2012
- 『ラスト・バタリオン 蔣介石と日本軍人たち』講談社 2014
  - 『蒋介石を救った帝国軍人　台湾軍事顧問団・白団の真相』ちくま文庫 2021
- 『認識・TAIWAN・電影 映画で知る台湾』明石書店 2015
- 『台湾とは何か』ちくま新書 2016
- 『故宮物語 政治の縮図、文化の象徴を語る90話』勉誠出版 2016
- 『タイワニーズ 故郷喪失者の物語』小学館 2018
  - 『日本の台湾人　故郷を失ったタイワニーズの物語』ちくま文庫 2023
- 『なぜ台湾は新型コロナウィルスを防げたのか』扶桑社新書 2020
- 『香港とは何か』ちくま新書 2020
- 『新中国論　台湾・香港と習近平体制』平凡社新書 2022

### 訳書
- 李昆武,フィリップ・オティエ『チャイニーズ・ライフ――激動の中国を生きたある中国人画家の物語』明石書店 2013